# Jackie McNamara
Jackie McNamara (Glasgow, 24 ottobre 1973) è un allenatore di calcio ed ex calciatore scozzese, di ruolo difensore.

## Carriera

### Giocatore

#### Club
Ha trascorso 10 anni di carriera nel Celtic di cui è stato anche capitano, per un breve periodo.

#### Nazionale
Ha partecipato agli Europei Under-21 del 1996 ed ai Mondiali del 1998.

### Allenatore
Da gennaio 2013 è diventato l'allenatore del Dundee Utd, fino al settembre del 2015. Il 4 novembre è stato nominato manager dello York.

## Palmarès

### Giocatore

#### Club
- Campionato scozzese: 4

Celtic: 1997-1998, 2000-2001, 2001-2002, 2003-2004
- Coppa di Scozia: 3

Celtic: 1995, 2001, 2004
- Coppa di Lega scozzese: 3

Celtic: 1998, 2000, 2001

#### Individuale
- Miglior giovane dell'anno della SPFA: 1

1996
- Giocatore dell'anno della SPFA: 1

1998
- Giocatore dell'anno della SFWA: 1

2004

### Allenatore
- Scottish First Division: 1

Partick Thistle: 2012-2013